# Siciliaans-Arabisch
Het Siciliaans-Arabisch is een uitgestorven dialect van het Arabisch dat gesproken werd in Malta en Sicilië tussen het einde van de negende eeuw en het einde van de twaalfde eeuw. De taal raakte uitgestorven op het vasteland van Sicilië, maar op de Maltese eilanden Malta, Gozo en Comino evolueerde het uiteindelijk tot wat nu het Maltees is. Het Siciliaans-Arabisch was een Maghrebijns dialect dat nauw verwant is met het Tunesisch-Arabisch en Libisch-Arabisch.

## Maltees
Hoewel het Siciliaans-Arabisch op Sicilië uitstierf, overleefde het op Malta, met extra invloeden uit het Siciliaans, Italiaans, Frans en meer recent Engels. Sommige woorden uit de Siciliaans-Arabische woordenschat zijn vergelijkbaar met latere woorden gevonden in het Maltees. De Siciliaanse taal absorbeerde veel Arabische woorden, met in de tabel een aantal voorbeelden:
| Maltees  | Siciliaans  | Arabisch          | Nederlands |
| -------- | ----------- | ----------------- | ---------- |
| ġiebja   | gebbia      | جب (jabb)         | stortbak   |
| ġunġlien | giuggiulena | جنجلان (junjulān) | sesamzaad  |
| saqqajja | saia        | ساقية (sāqiyyah)  | kanaal     |
| kenur    | tanura      | تنور (tannūr)     | oven       |
| żagħfran | zaffarana   | زعفران (zaʿfarān) | saffraan   |
| żahra    | zagara      | زهرة (zahrah)     | bloesem    |
| żbib     | zibbibbu    | زبيب (zabīb)      | rozijnen   |
| zokk     | zuccu       | ساق (sāq)         | boomstam   |